# آمونیوم هیدروسولفید

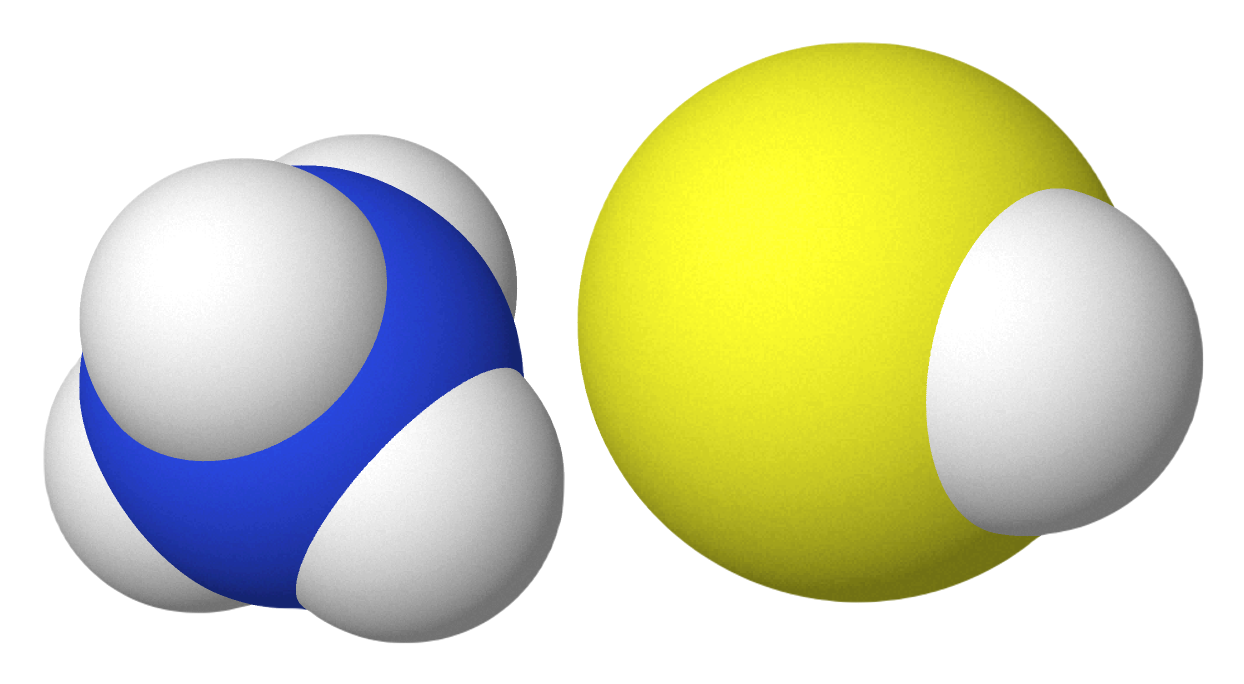
مدل فضا پر کن آمونیوم هیدروسولفید

آمونیوم هیدروسولفید(به انگلیسی: Ammonium hydrosulfide) یک ترکیب شیمیایی با فرمول (NH۴)SH است. و نمکی است که کاتیون آن آمونیوم و آنیون آن هیدروسولفید است.